# 太陽異常和磁層粒子探測器
太陽異常和磁層粒子探測器（Solar Anomalous and Magnetospheric Particle Explorer、簡稱為SAMPEX）是美國太空總署的太陽和磁層觀測衛星。
1992年7月3日，太陽異常和磁層粒子探測器從范登堡空軍基地（西部試驗場）搭乘偵察兵火箭發射至近地軌道。SAMPEX 是美國太空總署和德國馬克斯·普朗克地外物理研究所之間的國際合作計畫。太陽異常和磁層粒子探測器（SAMPEX）是小型探測器（SMEX）在低成本太空船計畫下發射的一系列太空船中的第一艘。
太陽異常和磁層粒子探測器的主要任務為三年，並持續返回科學數據，直至2012年11月13日進入大氣層燒毀。